# Mohicanos
Los mohicanos fueron una tribu algonquina nativa de la costa este de los actuales Estados Unidos. Originalmente ubicados en la cuenca del río Hudson en el estado de Nueva York, fueron desplazados alrededor de 1780 hacia Massachusetts; posteriormente sus descendientes emigrarían a Wisconsin entre los años 1820 y 1830, donde se asentarían en las reservas de los lenapes.
Los mohicanos solían referirse a sí mismos como Muhhekunneuw, o gente del río. El término mohicano proviene del nombre aplicado al clan mohicano Lobo, que en mohicano se denominaban manhigan, origen del término inglés mahican, el cual derivó en el término mohicano.
En la actualidad sus descendientes se han mezclado con los lenapes y residen como una sola tribu en la denominada Comunidad Stockbridge-Munsee.
Fueron inmortalizados por el escritor estadounidense James Fenimore Cooper en su libro El último mohicano publicado en 1826; en ella combina elementos culturales mohicanos y moheganos en sus personajes.